# Дзянотт, Адам
Адам Дзянотт (пол. Adam Dzianott, 23 октября 1894 или 1894, Кросьценко, Подкарпатское воеводство — 15 ноября 1981 или 1981, Тарнув) — подполковник Войска Польского, подпоручик Армии Австро-Венгрии.

## Биография
Адам Дзянотт родился 23 октября 1894 года в деревне Кросценко. 12 июня 1914 года окончил гимназию №1 в городе Новы-Сонч. Обучаясь в гимназии поступил в унтер-офицерскую школу Союза стрелков, которую окончил в сентябре 1914 года.
После начала Первой мировой войны поступил на службу в статусе вольноопределившегося и 4 сентября 1914 года направлен в состав 20-го пехотного полка армии Австро-Венгрии. В момент наступления в ходе Горлицкого прорыва был ранен. С октября 1915 по апрель 1916 года учился офицерской школе города Пшемысль. Вернулся в состав 20-го пехотного полка в звании подпоручика и был назначен сначала командиром взвода, впоследствии командиром роты. В июле 1916 года попал в плен и был заключен в лагерь для военнопленных города Новониколаевск.
В сентябре 1918 года был освобождён из плена и зачислен в состав 1-го полка 5-й дивизии польских стрелков под командованием полковника Казимира Румши. С сентября по ноябрь 1918 проходил обучение в офицерской школе дивизии. 22 февраля 1919 года назначен адъютантом в 2-й полк польских стрелков в Сибири. В составе дивизии прошел путь от Новониколаевска до станции Клюквенная по Транссибирской магистрали принимая активное участие в боях против большевиков. После капитуляции большей части дивизии на станции Клюквенная попал в плен к большевикам. В результате Рижского мирного договора был освобождён в 1921 году и вернулся в Польшу.
3 мая 1922 года перешел в состав 82-го Сибирского пехотного полка. 15 февраля 1923 после прохождения обучения в Центре артиллерийской подготовки повышен до звания капитана и переведен в состав 9-го артиллерийского полка на должность командира 8-й батареи.  27 апреля 1929 г. он был переведен в командование 9-й артиллерийской группы в Бресте на должность штабного офицера.
1 сентября 1931 года после окончания Высшей военной школы и получения диплома был назначен на должность начальника штаба в 9-й пехотной дивизии. 17 января 1933 года повышен до звания подполковник. 26 января 1934 года назначен на должность заместителя командира  7-го легкого артиллерийского полка города Ченстохова.
С мая 1938 по сентябрь 1939 занимал должность командира 9-го артиллерийского полка. 5 сентября 1939 года был направлен в Варшаву и назначен командиром артиллерийской секции участка «Варшава-Запад». Командуя полк сражался до капитуляции Варшавы, 29 сентября был награжден Крестом Доблести и Золотым крестом ордена Virtuti Militari.
Попал в плен и содержался в Офлаге IV крепости Кёнигштайн, после был переведен в Офлаг VII Мурнау-ам-Штаффельзе, где содержался до апреля 1945 года. После освобождения был направлен в Польские вооружённые силы на Западе и назначен на должность заместителя командира базы 2-го корпуса.
После роспуска польских вооруженных сил вернулся в Польшу. В 1948 году работал в деревообрабатывающей компании города Тарнув. Умер 15 ноября 1981 года в возрасте 87 лет и похоронен на городском кладбище Тарнува.

## Награды
- Золотой крест ордена Virtuti militari (1939 г.)
- Серебряный крест ордена Virtuti militari (1922 г.)
- Крест Независимости (1928 г.)
- Рыцарский крест ордена Возрождения Польши (1938 г.)
- Крест Храбрых (за храбрость и отвагу проявленную в боях 1918-1921 г.)
- Крест Храбрых (за храбрость и отвагу проявленную на войне 1939 г.)
- Золотой Крест Заслуги (1928 г.)
- Медаль «Участнику войны. 1918—1921» (1928 г.)
- Медаль «10-летие обретения независимости» (1928 г.)
- Медаль Победы (1928 г.)
- Медаль войны 1939—1945 (1945 год)[15]